# Glen John Provost

Wappen von Glen John Provost

Glen John Provost (* 9. August 1949 in Lafayette, Louisiana, USA) ist Bischof von Lake Charles.

## Leben
Glen John Provost empfing am 29. Juni 1975 durch Papst Paul VI. das Sakrament der Priesterweihe.
Am 6. März 2007 ernannte ihn Papst Benedikt XVI. zum Bischof von Lake Charles. Der Erzbischof von New Orleans, Alfred Clifton Hughes, spendete ihm am 23. April desselben Jahres die Bischofsweihe; Mitkonsekratoren waren der Bischof von Lafayette, Charles Michael Jarrell, und der emeritierte Bischof von Lake Charles, Jude Speyrer.